# ماري فيكتوريا هاميلتون
السيدة ماري فيكتوريا دوغلاس هاملتون، المعروفة أيضًا باسم ماري فيكتوريا هاميلتون (11 ديسمبر 1850 - 14 مايو 1922)، هي امرأة اسكتلندية نبيلة، كانت أميرة موناكو الوراثية عن طريق الزواج من الأمير ألبير قبل أن يعتلي العرش.

## السيرة الذاتية
ولدت السيدة ماري في قصر هاميلتون الواقع بإسكتلندا وذلك باعتبارها أصغر أطفال والابنة الوحيدة لويليام هاميلتون دوق هاميلتون الحادي عشر وزوجته الأميرة ماري أميلي ابنة كارل فريدرش دوق بادن الأكبر.

### الأميرة موناكو الوراثية
كان زواجها الأول في 21 سبتمبر 1869 بقلعة مارشيه من الأمير ألبير الطفل الوحيد ووريث شارل الثالث أمير موناكو، تم ترتيب الزواج بناءً على رغبة الأسرة الأميرية، حيث طمحت والدته وجدته منذ فترة طويلة في تزويجه من أحد أفراد العائلة المالكة البريطانية، إلا أن الملكة فيكتوريا رفضت زواج الأمير من أحد أفراد أسرتها الأقرباء، ولهذا تم اقتراح السيدة ماري كبديل مناسب، ورغم ذلك تم إلغاء زواجهما في 3 يناير 1880 وحله مدنيًا في 28 يوليو بأمر من حماها شارل الثالث، يُقال إنها كانت تكره حرارة منطقة البحر الأبيض المتوسط.
أنجبت له ابنًا واحدًا: لويس الذي تولى عرش موناكو بالاسم الملكي لويس الثاني عند وفاة والده، ومن خلال ابنها تعتبر السيدة ماري جدة الأمير موناكو الحالي ألبير الثاني من الجيل الثالث.

### حياتها في المجر
كان زواجها الثاني في 2 يونيو 1880 من الكونت تاسيلو فيستيتيكس دي تولنا، اعتبر والده جيورجي فيستيتيكس وزير الخارجية في مملكة المجر بين عامي 1867 و1871 بحيث أول رئيس الخارجية للبلاد بعد اتحاد مع النمسا، وأنجبت له أربعة أطفال: الكونتيسة ماريا ماتيلد جورجينا (1881-1953)؛ والأمير جيورجي (1882–1941)؛ والكونتيسة ألكسندرا أولغا يوجينيا (1884–1963)؛ والكونتيسة كارولا فريدريكا ماريا (1888–1951).
خلال زواجها الذي دام 40 عامًا من الكونت، والذي أصبح لاحقًا الأمير تاسيلو فيستيتيكس دي تولنا، أشرفت على توسيع وتحسين المقر الرئيسي للعائلة قصر فيستيتيكس، وحدائقه الواقعة في كيزتلي غرب المجر.
في مناسبات عديدة استقبلت هي وزوجها شقيقها دوق هاميلتون وصديقه المقرب أمير ويلز، ولا تزال هناك صور معلقة في القصر للعديد من أفراد عائلتها، بما في ذلك صورة لوالدها مرتديًا زي المرتفعات التقليدي الإسكتلندي، وفي خارج القصر على جانبي المدخل الرئيسي توجد شعارات النبالة لكليهما.
تحتوي مكتبة هيليكون في القصر على العديد من الأعمال التي جلبتها إلى كيزتلي من مجموعات والدها وشقيقها في قصر هاميلتون، تحتوي أراضي القصر المطلة على ضفاف بحيرة بالاتون أيضا على ضريح العائلة الذي يعد مكان الدفن لهما كذلك.